# Saint-Genest-Lerpt
Saint-Genest-Lerpt ist eine französische Gemeinde im Département Loire in der Region Auvergne-Rhône-Alpes. Die 6182 Einwohner (Stand: 1. Januar 2022) der Gemeinde bezeichnen sich als Lerptiens. Saint-Genest-Lerpt gehört zum Arrondissement Saint-Étienne und zum Kanton Saint-Étienne-3.

## Geographie
Saint-Genest-Lerpt ist eine banlieue von Saint-Étienne. Sie wird umgeben von den Nachbargemeinden Villars im Norden, Saint-Étienne im Nordosten und Osten, La Ricamarie im Südosten, Le Chambon-Feugerolles im Süden, Roche-la-Molière im Südwesten, Saint-Just-Saint-Rambert im Westen und La Fouillouse im Nordwesten.
Die Gemeinde liegt am Rande des Regionalen Naturparks Pilat und ist mit diesem als Zugangsort assoziiert.

## Geschichte
Seit dem 11. Jahrhundert ist der Name bekannt. 1085 wurde das Gebiet dem Kapitel der Metrolpolitankirche von Lyon zugeschlagen. 1173 kann Saint-Genest-Lerpt mit diesem Namen erstmals sicher mit dem Ort in Verbindung gebracht werden. 
1828 wurde die Ortschaft Landuzière-Cizeron Teil der Gemeinde. 

## Bevölkerungsentwicklung
| Jahr                       | 1962 | 1968 | 1975 | 1982 | 1990 | 1999 | 2006 | 2017 |
| Einwohner                  | 5147 | 5331 | 5265 | 5308 | 5482 | 5672 | 5566 | 6131 |
| Quellen: Cassini und INSEE |      |      |      |      |      |      |      |      |

## Sehenswürdigkeiten
- Die alte Kirche aus dem 15. Jahrhundert wurde 1902 durch einen größeren Neubau ersetzt.
- Kapelle Notre-Dame-de-Pitié
- Château du Minois ou Colcombet aus dem Jahre 1804, abgerissen 1995, mit dem Parc du Minois
- Château de la Mure im Norden des Ortes
- Domaine de Cizeron
- Château de la Réardière
- Château de Landuzière
- Château le Bois des Sœurs

## Gemeindepartnerschaft
- Palau, Provinz Olbia-Tempio (Sardinien), Italien, seit 2005

## Persönlichkeiten
- René Coste (1922–2018), christlicher Theologe und Sozialethiker